# Titan Cement
Titan Cement (grec moderne : Τσιμέντα Titan) est un groupe producteur de ciment et d'autres matériaux de construction. Basé en Grèce, le groupe emploie 5 536 personnes en 2011 et figure parmi les vingt plus grands producteurs de ciment au niveau mondial. Elle a une très forte présence en Grèce mais aussi en Amérique du Nord (Canada, États-Unis) mais aussi en Asie mineure.

## Historique
Créée il y a 110 ans en Grèce, la société a depuis étendu ses activités de production et de distribution dans 13 pays. 
Alors qu'en 1997, le groupe occupe 45 % de parts du marché du ciment grec, il décide de s'étendre en Égypte et s'associe avec Lafarge. Les deux sociétés espèrent doubler la capacité de leur usine, produisant déjà 1,4 million de tonnes de ciment. Un mois plus tard, en mars 1999, la Commission européenne autorise les deux entreprises, Lafarge et Titan Cement Company à prendre le contrôle de Beni Suef Cement en Égypte. 
L'association de Lafarge et Titan Cement prend fin en mai 2008 alors que Lafarge annonce la cession à Titan Cement de 50 % des parts de Lafarge Titan en Égypte, soit la totalité des parts de l'entreprise, pour 330 millions d'euros. La joint-venture détenait à cette époque deux cimenteries et avait une capacité de production de 3,1 millions de tonnes.
En 2012, Titan Cement partage ses activités entre la production de ciment (73,3 %), de granulats et béton prêt à l'emploi (26,1 %) et d'autres minéraux (0,6 %). Ceci dans trois zones géographiques principales : la Grèce et l'Europe de l'Ouest (21,2 %), l'Europe (46,1 %) et l'Amérique du Nord (32,7 %).

## Communication
En 2000, alors que le ministère grec de la Santé et la Sécurité comptait 25 % des accidents survenant à l'école pour les enfants de 5 à 14 ans, le groupe lance un programme afin de promouvoir la sécurité de l'enfant et la prévention des accidents à l'école et créé une association à but non lucratif : FAOS. Une implication pour la sécurité des travailleurs qui vaut à l'entreprise en 2003 d'être sélectionnée parmi les 15 meilleures pratiques RSE (Responsabilité sociale entreprise) classées par Global Compact. L'entreprise est alors membre du World Business Council for Sustainable Development.
En décembre 2009, le groupe Titan Cement est élue l'entreprise européenne la plus novatrice en matière de leadership par le classement Top Companies for Leaders établi par Hewitt Associates, en partenariat avec RBL Group et Fortune. 